# Api (boisson)

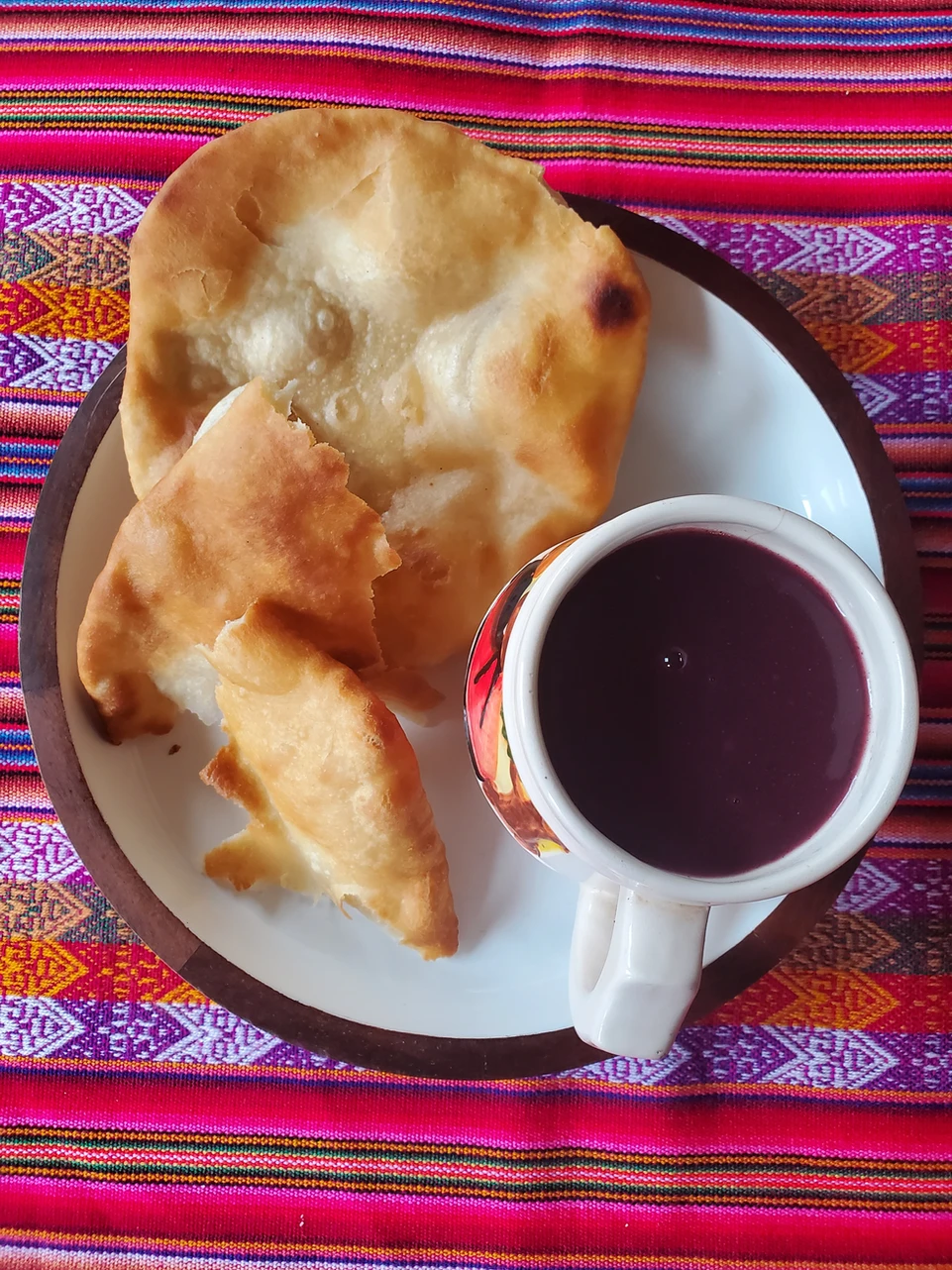
Une assiette de petit déjeuner avec de l'api et des cachangas.

Pour les articles homonymes, voir API.
L'api est une boisson typique de l'altiplano andin, consommée dans les départements de La Paz, Oruro, Potosí, Chuquisaca, Tarija et de Cochabamba. Cette boisson est fabriquée avec du maïs violet (qui lui donne cette couleur pourpre), en provenance des vallées de Tupiza, Chuquisaca, Cochabamba, Tarija, etc.
Le terme api est qichwa et signifie préparation [à base de farine] de maïs (dénommée mazamorra en espagnol).

## Une recette simple
On laisse tremper deux tasses de maïs violet moulu dans un volume de cinq tasses d'eau pendant deux heures.
À la fin du trempage, on met à bouillir l'équivalent de dix tasses d'eau avec deux bâtons d'écorce de cannelle, deux clous de girofle, du zeste d'orange, un peu de sucre (selon le goût).
Le maïs est ensuite égoutté, avant d'y verser doucement l'eau parfumée bien chaude.
L'api se boit chaud dans des verres, accompagné d'empanadas au fromage et de buñuelos (sorte de beignets).
Cette boisson peut aussi être bue froide.